# Дулов, Дмитрий Арсентьевич
Дми́трий Арсе́нтьевич Ду́лов (25 ноября 1904, деревня Кузнецы, Сезеневская волость, Слободский уезд, Вятская губерния — 1 ноября 1984) — советский военачальник, полковник (1942), участник Великой Отечественной войны.

## Биография
В ноябре 1926 года вступил в Рабоче-крестьянскую Красную армию, в 1927 году окончил полковую школу 2-го Вятского территориального полка. После окончания Московской пехотной Краснознаменной школы,1 сентября 1931 года вступил в должность командира взвода 1-й пулемётной роты 147-го стрелкового полка 49-й стрелковой дивизии Московского военного округа.
В октябре 1941 года Дулов был назначен начальником штаба 325-й стрелковой дивизии, которая в составе 10-армии принимала участие в боях за Михайлов и Епифань. В январе 1942 года дивизия вошла в состав 1-го гвардейского кавалерийского корпуса и вела бои за Варшавское шоссе, в результате Дулов был ранен. 15 февраля 1942 года он был назначен начальником штаба 146-й стрелковой дивизии. 17 июля 1943 года он был назначен на должность командира этой дивизии, которая в марте принимала участие в Ржевско-Вяземской наступательной операции 1943 года. С 21 июля — командир 208-й стрелковой дивизии. Дивизия будучи в составе 10-й гвардейской армии принимала участие в Смоленской, Ельнинско-Дорогобужской и Смоленско-Рославльской наступательных операциях.
1 января 1944 года дивизия вошла в состав 22-й армии, и с 14 января участвовала в Ленинградско-Новгородской наступательной операции. В конце января он был назначен командиром 8-й гвардейской стрелковой дивизии этой же армии, а с мая командиром 319-й стрелковой дивизии. С этой дивизией он воевал до конца войны, участвуя в Режицко-Двинской и Мадонской наступательных операциях. За успешное выполнение задачи и за взятие города Двинск, она была названа «Двинская».
31 мая 1950 года был назначен начальником Саратовского военного училища внутренних войск МГБ.
Возглавлял училище в 1950—1957 годах. С ноября 1957 года — в распоряжении Управления учебных заведений МВД СССР. 8 января 1958 года был уволен в запас.

## Награды[2]
- Орден Ленина

- 3 Ордена Красного Знамени
- Орден Кутузова II степени
- Орден Суворова II степени
- Ордена Красной Звезды
- Медаль «За оборону Москвы»
- Медаль «За взятие Кёнигсберга»
- Медаль «За победу над Германией в Великой Отечественной войне 1941—1945 гг.».